# Musculus rotatores thoracis
A musculus rotatores thoracis egy izom az ember csigolyái között.

## Eredés, tapadás, elhelyezkedés
A hátcsigolyák között találhatók. A processus transversus vertebrae-ről erednek és az eggyel feljebb lévó csigolya processus spinosus vertebrae-én tapadnak.

## Funkció
Forgatja a gerincet.

## Beidegzés
A ramus posterior nervi spinalis idegzi be.

## Külső hivatkozások
- Kép, leírás